# Huschenburg
Die Huschenburg war eine mutmaßlich mittelalterliche Befestigungsanlage und Wüstung in Strümpfelbach, einem Ortsteil der Großen Kreisstadt Weinstadt im baden-württembergischen Rems-Murr-Kreis. Über die Geschichte der Befestigung, von der sich keine Überreste erhalten haben, ist so gut wie nichts mehr bekannt.

## Lage
Die genaue Lage der Befestigung ist unbekannt. Wahrscheinlich befand sich die Anlage im Bereich der heutigen Straße Auf der Huschenburg, oberhalb der heutigen Landstraße L 1201.

## Name
Nach einer Theorie von Eugen Bellon geht der Name Huschenburg auf das mittelhochdeutsche Wort hutschen, auf neuhochdeutsch rutschen, zurück. Nach dieser Ansicht dürfte die Burg schon früh durch einen Erdrutsch abgerutscht sein. LEO-BW nennt die Befestigung auch Urschenburg.

## Geschichte
Über die Geschichte der Befestigung ist nichts bekannt. Nach Bellon war die Huschenburg ein befestigter Hof, ein Lehen oder ein Eigengut eines Adligen. Allerdings kann der Befestigungsanlage kein Adelsgeschlecht eindeutig zugeordnet werden. Am 23. Oktober 1349 wurde Strümpfelbach von Truppen der Freien Reichsstadt Esslingen besetzt und niedergebrannt. Wahrscheinlich wurde dabei auch die eigentliche Huschenburg verbrannt, falls diese nicht schon zuvor durch einen Erdrutsch zerstört war. Allerdings wurde der Hof später erneut besiedelt: Im Jahre 1579 zinsten Veltlin Heinzelmann und Jos Girnhälder aus Haus und Hofreite, genannt Huschenburg, an die geistliche Verwaltung in Schorndorf. Auch dieser Hof ist später eingegangen. Die Flur Huschenburg wurde im 20. Jahrhundert modern bebaut. Dabei kamen bei Erdarbeiten auf dem Grundstück des Bildhauers Fritz Nuss Reste einer mittelalterlichen Wasserleitung und Keramik (ein zerbrochener Krug) zum Vorschein. Ein definitiver archäologischer Beweis für eine Huschenburg konnte bisher nicht erbracht werden.

## Einzelnachweis
1. ↑  Urschenburg Huschenburg – Wüstung – Detailseite – LEO-BW. Abgerufen am 11. November 2023.